# Кріста Тере
Кріста́ Тере́ (фр. Christa Theret; 25 червня 1991) — французька кіноакторка.

## Біографія
Кріста Тере народилася 25 червня 1991 року Парижі. Її акторська діяльність почалася з фільму «Гільйотина» (фр. Le couperet). У школі, в якій навчалася Кріста, проходив кастинг, була потрібна дівчина для ролі Бетті Давер. Кріста Тере була обрана для цієї ролі.
Найбільшу славу їй принесла роль шістнадцятирічної Лоли у фільмі «LOL» (2008, режисер Ліза Азуелос). Маму Лоли в фільмі зіграла відома французька акторка Софі Марсо.

## Фільмографія
- 2005 — Гільйотина / Le couperet
- 2007 — А ти в кого? / Et toi t'es sur qui?'
- 2008 — Лол'
- 2009 — Століття Мопассана. Повісті та розповіді XIX століття — Шиффон
- 2010 — Шматочки льоду / Le Bruit des glaçons
- 2010 — Село тіней / Le village des ombres
- 2011 — Галузка / La brindille
- 2011 — Майк
- 2012 — Людина, яка сміється / L'homme qui rit — Деа
- 2012 — Ренуар. Останнє кохання / Renoir — Андре
- 2014 — Справа СК1 / L'affaire SK1 — Елізабет Ортега
- 2014 — Донька шефа / La Fille du patron
- 2015 — Маргарита / Marguerite — Гезел
- 2015 — На вершині світу / Tout en haut du monde — Саша (голос)
- 2016 — Дівчина патрона / La Fille du patron — Алікс Баретті
- 2017 — Бро з Брам Шув / Broers de Bram Schouw — Жозевіна
- 2017 — Загрожені види / Espèces menacées — Марі-Лу (голос)
- 2018 — Ґаспар їде на весілля / Gaspard va au mariage[fr] — Колін
- 2019 — Подвійні життя / Doubles vies — Лора
- 2021 — Пригоди молодого Вольтера / (Les aventures du jeune Voltaire) — Адрієна Лекуврер